# Phil Scott (homme politique)
Pour les articles homonymes, voir Scott.
Philip Brian Scott, dit Phil Scott, né le 4 août 1958 à Barre (Vermont), est un entrepreneur et homme politique américain, membre du Parti républicain et gouverneur du Vermont depuis 2017.

## Biographie

### Formation
Philip Scott est diplômé de l'université du Vermont avec un baccalauréat sciences en enseignement industriel.

### Carrière professionnelle
Il travaille dans l'entreprise DuBois Construction à Middlesex, dans le nord du Vermont, puis en devient copropriétaire en 1986.

### Carrière sportive
Il est également un pilote automobile de stock-car. Il remporte le championnat Late Model de la piste Thunder Road en 1996 et 1998, ainsi que la course « Milk Bowl » en 1997 et 1998 au même endroit. En 2002, Scott devient trois fois champion, remportant à la fois le championnat de Thunder Road, Airborne Speedway et celui de la série ACT Tour.

### Carrière politique
Entre 2001 et 2011, il est élu pour cinq mandats successifs au Sénat du Vermont, représentant le comté de Washington. Il est durant cette période vice-président du comité sénatorial permanent des transports. Le 2 novembre 2010, Scott est élu lieutenant-gouverneur avec 49,4 % des suffrages, fonction qu'il occupe à partir de 2011 et à laquelle il est réélu le 6 novembre 2012 (57,1 %). Il est considéré comme un républicain centriste, ayant une cote de popularité assez importante dans l'électorat démocrate.
Lors des élections de 2016, il est élu gouverneur du Vermont face à la candidate du Parti démocrate, Sue Minter, par 52,1 % des voix contre 44,5 %. Il succède au gouverneur sortant Peter Shumlin en 2017. Il concourt à un deuxième mandat lors des élections de 2018 et est réélu par 55,4 % des voix face à la candidate démocrate Christine Hallquist (40,4 %). En 2020, il défait largement son lieutenant-gouverneur, David Zuckerman (Parti progressiste du Vermont), par 68,5 % des voix contre 27,4 % à Zuckerman, obtenant un troisième mandat.
Il annonce en septembre 2019 soutenir la procédure de destitution contre Donald Trump et vote pour Joe Biden lors de l'élection présidentielle de 2020. À la suite de la prise du Capitole des États-Unis par des partisans de Donald Trump le 6 janvier 2021, il appelle à sa démission ou son renvoi de la présidence via le XXVe amendement.
Il apporte son soutien à Nikki Haley lors des primaires républicaines de 2024.
Le 5 novembre 2024, il est réélu gouverneur face à la démocrate Esther Charlestin.

## Vie privée
Scott a été marié trois fois, d'abord avec Jane Manosh, puis avec Angela Wright,. Il vit à Berlin, dans le Vermont, avec sa femme Diana McTeague Scott. Il a deux filles,.